# Eberhard von Weyhe

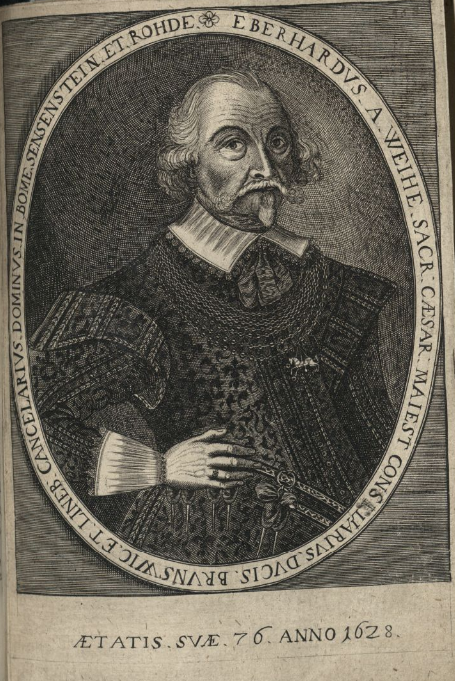
Eberhard von Weyhe 1628

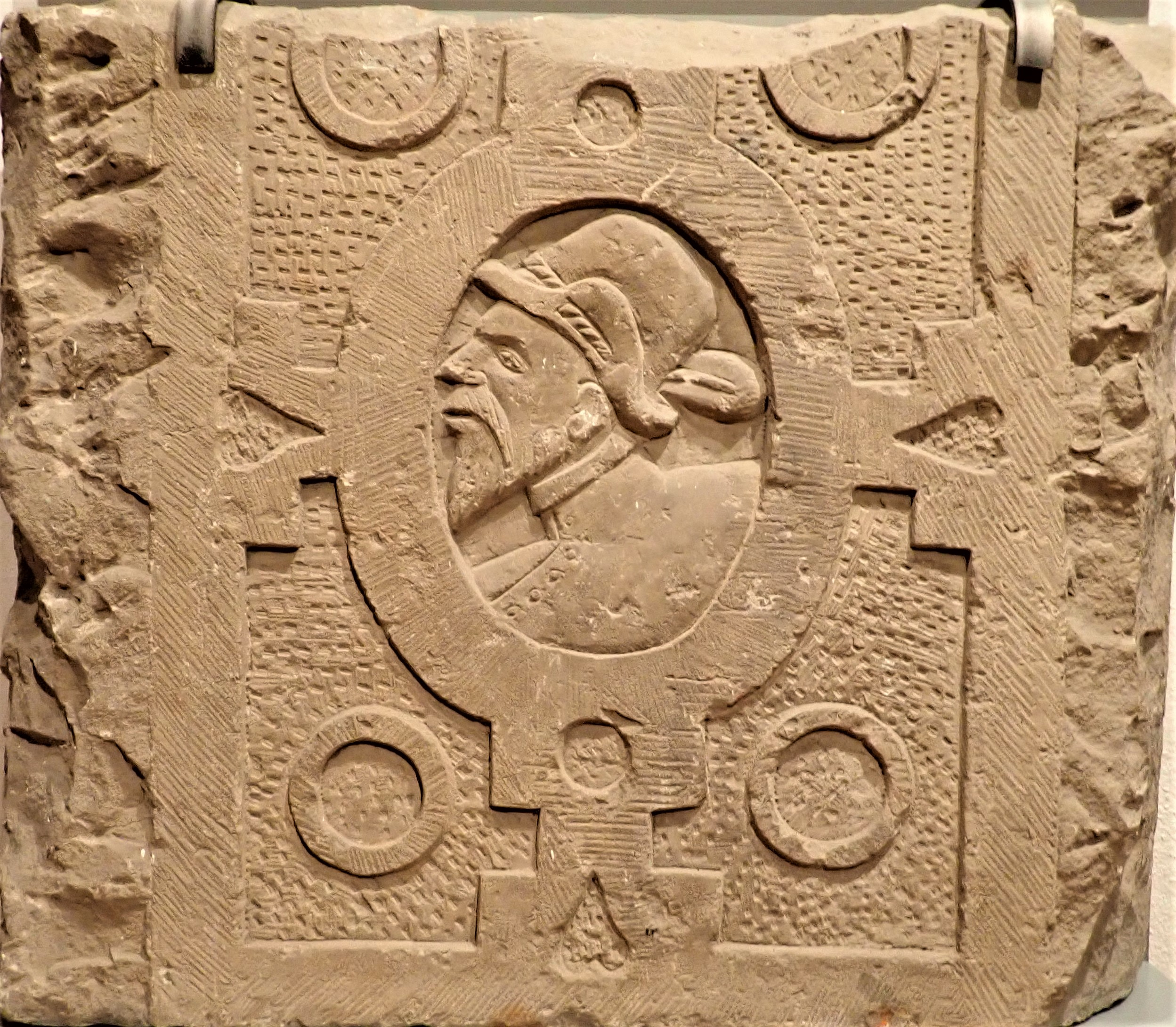
Steinrelief von Eberhard von Weyhe, ehemals Torbogen Lange Straße Bückeburg

Eberhard von Weyhe (* 28. Mai 1553 in Hannover; † nach 1629 [? November 1633] in Lüneburg) war ein Hofbeamter, Jurist und Schriftsteller.

## Leben
Weyhe war der Sohn des Ratsherrn und Bürgermeisters von Hannover Friedrich von Weyhe und dessen Ehefrau Magdalena Anholtz.
Am 19. Mai 1570 immatrikulierte er sich an der Universität Wittenberg. Im Mai 1572 wechselte er an die Universität Rostock und 1576 an die Universität Marburg. Nach diesem Studium begleitete er zusammen mit seinem älteren Bruder Peter von Weyhe Herzog Otto Heinrich von Braunschweig-Lüneburg nach Italien. Weyhes Rückkehr verzögerte sich durch einen Studienaufenthalt in Frankreich und der Schweiz. 1580 beendete er dieses Studium durch eine Promotion zum Dr. jur. Noch im gleichen Jahr nahm er einen Ruf an die Universität Wittenberg an, wo er am Lehrstuhl für Pandekten im darauf folgenden Semester Vorlesungen hielt.
Im Folgejahr heiratete Weyhe Judith von Behr. 1583 avancierte er zum kursächsischen Hofgerichtsassessor; zwei Jahre später zum holsteinisch-gottorfischen Rat. 1587 wurde Weyhe als Professor für kanonisches Recht an die Universität Wittenberg berufen. Im gleichen Jahr ernannte man ihn auch zum Appellationsgerichtsrat und er trat in engen Kontakt zu Nikolaus Krell und anderen führenden Vertretern der Regierung Christian I. von Sachsen. Die Universität Wittenberg wählte Weyhe im Sommersemester 1589 zu ihrem Rektor und 1591 wurde er an den sächsischen Hof nach Dresden berufen. Nach dem Tod des Kurfürsten kehrte er nach Wittenberg zurück, wurde aber von den etablierenden Vertretern der Lutherische Orthodoxie vertrieben, weil er nicht mit der Konkordienformel in Einklang kam und calvinistischer Umtriebe wegen aus seinem Amt entlassen.
Zuflucht fand er 1594 in Kassel, wo er unter der Ägide von Landgraf Moritz von Hessen-Kassel als Kanzler wirkte. 1605 wurde er zum holsteinisch-schaumburgischen Kanzler in Bückeburg berufen und als solcher erhielt er einige Jahre später das Amt des Landdrosten zu Pinneberg. 1614 erreichte Weyhes Karriere den Höhepunkt mit der Ernennung zum Kaiserlichen Rat. 1623 nahm ihn Fürst Ludwig I. von Anhalt-Köthen in die Fruchtbringende Gesellschaft auf. Er verlieh ihm den Gesellschaftsnamen der Wehrende und die Devise dem Skorpionsgift. Als Emblem wurde ihm der Myrtenbaum (Myrtus communis L.) zugedacht.
Im Februar 1626 trat Weyhe von allen seinen Ämtern zurück, da er die prodänische Kriegspolitik seines Fürsten nicht unterstützen wollte und konnte. Weyhe zog sich auf sein Gut Böhme zurück und widmete sich nur noch seinem literarischen Schaffen. Seit seiner Vertreibung aus Wittenberg hatte sich Weyhe verstärkt der Theologie und Sittenlehre gewidmet und dazu Werke in lateinischer Sprache verfasst. Nach dem derzeitigen Stand der Forschung veröffentlichte Weyhe unter den Pseudonymen Wahremundus ab Ehrenberg, Mirabilis de Bona Casa und Durus de Pascolo.
1630 wurde Weyhe von Herzog August d. J. von Braunschweig-Wolfenbüttel der Ehrentitel Rat von Hause aus verliehen. Durch einen Überfall der Truppen von Herzog Georg von Braunschweig-Calenberg verlor Weyhe im Oktober 1633 nicht nur Haus und Hof, sondern er ging seiner gesamten Bibliothek verlustig. Diesen Schicksalsschlag hat er nur um wenige Wochen überlebt.

## Werke
- Orationes duæ, Prior De Imp. Theodosio II, Cvm Aggrederetur Tit. pand. De iurisd. omnium iudic. posterior cum Academiæ Witebergensi valediceret. Crato, Wittenberg 1586.
- Aulicus politicus, Diversis Regvlis, Praeceptis; Sive ut Ictus Iauolenus loquitur, Definitionibus selectis, videl. CCCLXII. Antiquorum & Neotericorum prudentiae Civilis Doctorum instructus. Myliander, Rostock 1597. (Digitalisat)
- Explicatio Vetustissimae Disceptationis Politicae, Vtrivs Regni Conditio Melior, Pacatior Et Dignior Sit, illiusne cui Rex nascatur, an ejus cui eligatur? Erben, Lüneburg 1598. (Digitalisat)
- Oratio pro disciplina publica. Gronenbergh, Wittenberg 1600. (Digitalisat)
- Ficta Juditha et falsa. Poma, Verona 1614. (Digitalisat)
- Meditamenta pro foederibus. 2 Bände. Kopff, Offenbach 1601. (Digitalisat Band 1), (Band 2)
- Meditatio De Vanitate Gloriae Humanae, Ex Patribus collecta. Kopff, Frankfurt am Main 1610. (Digitalisat)